# Yuki Hatanaka
Yuki Hatanaka (畠中 佑樹 Hatanaka Yuki?), född 26 oktober 1993 i Chiba prefektur, är en japansk fotbollsspelare.
Hatanaka började sin karriär 2016 i Blaublitz Akita. 2017 flyttade han till Fujieda MYFC.